# Élection présidentielle colombienne de 1982
L'élection présidentielle colombienne de 1982 est l'élection présidentielle dont le premier tour se déroula le dimanche 30 mai 1982 en Colombie. Ces élections furent remportées par Belisario Betancur Cuartas.

## Résultats
| Candidats                   | Parti politique                                    | Votes     |
| --------------------------- | -------------------------------------------------- | --------- |
| Belisario Betancur Cuartas  | Movimiento Nacional (inclus le Parti conservateur) | 3 189 587 |
| Alfonso López Michelsen     | Parti libéral                                      | 2 797 786 |
| Luis Carlos Galán Sarmiento | Nuevo Liberalismo                                  | 746 024   |
| Gerardo Molina Ramírez      | Frente Democrático                                 | 82 858    |
| Florentino Porras Pardo     | Reivindicación Popular                             | 159       |
| Votes blancs                | Votes blancs                                       | 8 996     |
| Total de votes valides      | Total de votes valides                             | 6 821 802 |
| Votes nuls                  | Votes nuls                                         | 9 594     |
| Total de votants            | Total de votants                                   | 6 840 362 |